# Pratella
Pratella è un comune italiano di 1 346 abitanti della provincia di Caserta in Campania.

## Storia
In località Roccavecchia sono stati rinvenuti mattoni, antiche tombe e numerosi reperti che testimoniano la presenza di un insediamento durante l'età sannita.
L'attuale abitato risale al Medioevo ed era originariamente chiamato Pratilla.
Pratella ricevette l'autonomia divenendo comune autonomo e distaccandosi da Prata con regio decreto del 17 febbraio 1907, n. 32. Alla soppressione della provincia di Terra di Lavoro nel 1927, fu aggregata alla provincia di Campobasso.
Nel 1943 il suo territorio subì più volte bombardamenti americani a partire dal 19 ottobre. La popolazione rimasta fu espulsa dai tedeschi che occuparono le abitazioni favorendo così altri cannoneggiamenti. Il 30 ottobre in serata gli americani riuscirono a occupare Pratella anche se gli scontri nelle contrade continuarono per alcuni giorni.
Nel 1945 ritornò dalla provincia di Campobasso a quella di Caserta.

## Monumenti e luoghi d'interesse
Il centro storico è tipicamente medievale, arroccato su una collina e costituito da vie strette e tortuose. Si conservano ancora resti di mura e torri.
La chiesa parrocchiale, intitolata a San Nicola, è a due navate con slanciato campanile.
Nel territorio comunale sono presenti delle sorgenti ricche di minerali, tra cui la Sorgesana.

## Collegamenti esterni

Il gonfalone comunale

## Società

### Evoluzione demografica
Abitanti censiti